# 해양수산인재개발원
해양수산인재개발원(海洋水産人材開發院, Oceans and Fisheries HRD Institute)은 대한민국 해양수산부의 소속기관이다. 2013년 3월 23일 발족하였으며, 부산광역시 기장군 기장읍 기장해안로 216에 위치하고 있다. 원장은 임기제 서기관 또는 기술서기관으로 보한다.

## 직무
- 해양수산 분야에 종사하는 공무원의 교육훈련
- 해양수산 분야에 종사하는 사람의 교육훈련
- 어업인후계자의 특별교육

## 연혁
- 1966년 9월 28일: 국립수산진흥원 소속으로 기술훈련소 설치.
- 1968년 12월 26일: 수산청 소속 국립수산기술훈련소로 개편.
- 1989년 12월 8일: 부산시 영도구에서 경남도 기장군으로 청사를 신축 이전.
- 1991년 6월 19일: 수산공무원교육원으로 개편.
- 1996년 8월 8일: 해양수산부 소속 해양수산공무원교육원으로 개편.
- 1999년 1월 1일: 국립수산진흥원 소속 연수부로 통합.
- 2002년 3월 2일: 국립수산과학원 소속으로 변경.
- 2005년 7월 22일: 국립수산과학원 소속 인력개발본부로 개편.
- 2006년 3월 3일: 해양수산부 직속 해양수산인력개발원으로 개편.
- 2008년 2월 29일: 농림수산식품부 소속 수산인력개발원으로 개편.
- 2011년 6월 15일: 농수산식품연수원 소속으로 변경.
- 2013년 3월 23일: 해양수산부 소속 해양수산인재개발원으로 개편.
- 2016년 3월 1일: 책임운영기관으로 지정.

## 조직

### 원장
- 교육지원과[1]
- 교육운영과[1]